# فریگیت کلاس ولر
فریگیت کلاس ولر (به انگلیسی: Valour-class frigate) یک کلاس از کشتی است که طول آن ۱۲۱ متر (۳۹۷ فوت) می‌باشد.